# Dormir con los ojos abiertos
Dormir con los ojos abiertos (en portugués: Dormir de olhos abertos) es una película de comedia dramática de 2024 dirigida, escrita y producida por Nele Wohlatz. Se trata de una coproducción entre Brasil, Argentina, Taiwán y Alemania.
La película fue seleccionada para participar en la sección Encuentros en el Festival Internacional de Cine de Berlín de 2024 donde tuvo su estreno mundial.

## Reparto
- Nahuel Pérez Biscayart como Leo
- Liao Kai Ro como Kai
- Shin-Hong Wang como Fu Ang
- Chen Xiao Xin como Xiao Xin
- Lu Yang Zong como Yang Zong

## Sinopsis
Kai llega de Taiwán para pasar unas vacaciones, donde conoce a Fu Ang, que más tarde desaparece. En su búsqueda, Kai se entera de que Xiaoxin y los trabajadores chinos de un rascacielos tienen una historia muy parecida a la suya. A lo largo de un caluroso y lento verano, surgen lazos entre ellos. 

## Premios y nominaciones
| Año  | Festival de Cine   | Fecha del evento | Categoría                 | Nominado                     | Resultado | Ref.  |
| ---- | ------------------ | ---------------- | ------------------------- | ---------------------------- | --------- | ----- |
| 2024 | Festival de Berlín | 17 de febrero    | Encuentro                 | Dormir con los ojos abiertos | Nominado  | [ 2 ] |
| 2024 | Festival de Berlín | 17 de febrero    | Premio FIPRESCI Encuentro | Dormir con los ojos abiertos | Ganador   | [ 3 ] |